# Empoascanara coreca
Empoascanara coreca är en insektsart som beskrevs av Irena Dworakowska 1971. Empoascanara coreca ingår i släktet Empoascanara och familjen dvärgstritar. Inga underarter finns listade i Catalogue of Life.